# Маги Джанаварова
Магдалена Джанаварова, по-известна като Маги Джанаварова, е българска певица, победителка от третия сезон на „Мюзик Айдъл“.

## Биография
Завършва музикална паралелка в СОУ „Емилиян Станев“ във Велико Търново, след което по време на „Мюзик Айдъл“ следва в Националната музикална академия „Проф. Панчо Владигеров“ в София, специалност поп и джаз пеене в класа на Алис Боварян.
През 2009 г. е на финала в „Мюзик Айдъл“ с македонеца Боян Стойков на финалното гласуване, след като Преслава Мръвкова и Русина Катърджиева отпадат. Магдалена печели с 59,1% от зрителски вот. Победата в Мюзик Айдъл привлича интереса на продуцентската компания „Вирджиния рекърдс“.
Първият ѝ сингъл се казва „Трябва да знам“ и излиза през август 2009 г. След това през декември 2009 г. записва дует с поп певеца Миро под името „Светът е мой“. Избрана е за жена на годината в категория „Музика“ на списание „Grazia“ два дни след премиерата на дуета с Миро. В края на същата година излиза и първият ѝ самостоятелен албум „Първа стъпка“.
През 2012 г. Маги Джанаварова записва първата си песен като самопродуциращ се изпълнител, озаглавена Call my name.
През февруари 2013 г. започва ротация на дует с рапъра 100 кила, като песента се нарича „Моето радио“. Дублира Талия в анимационния филм „Джъстин и рицарите на честта“.
През есента на 2019 г. участва в предаването на Нова телевизия „Маскираният певец“, където скрита под маската на Пчелата завършва на трето място.
През 2020 г. е участник в осми сезон на предаването „Като две капки вода“, където завършва на второ място.
През 2021 г. отново участва в „Маскираният певец“, но като гост-участник под маската на Булката.

## Дискография
Първа стъпка (2009)
1. Първа стъпка
2. Бягам
3. Светът е мой (с участието на Миро)
4. Трябва да знам
5. Колко струваш? (с участието на Нора Караиванова)
6. Реклама
7. Внимавай
8. По-добре далеч
9. Да започнем отначало
10. Catch you
11. Call my name
12. Моето радио (с участието на 100 кила)